# Ennya sobria
Ennya sobria är en insektsart som beskrevs av Walker. Ennya sobria ingår i släktet Ennya och familjen hornstritar. Inga underarter finns listade i Catalogue of Life.